# Världsutställningen 1935

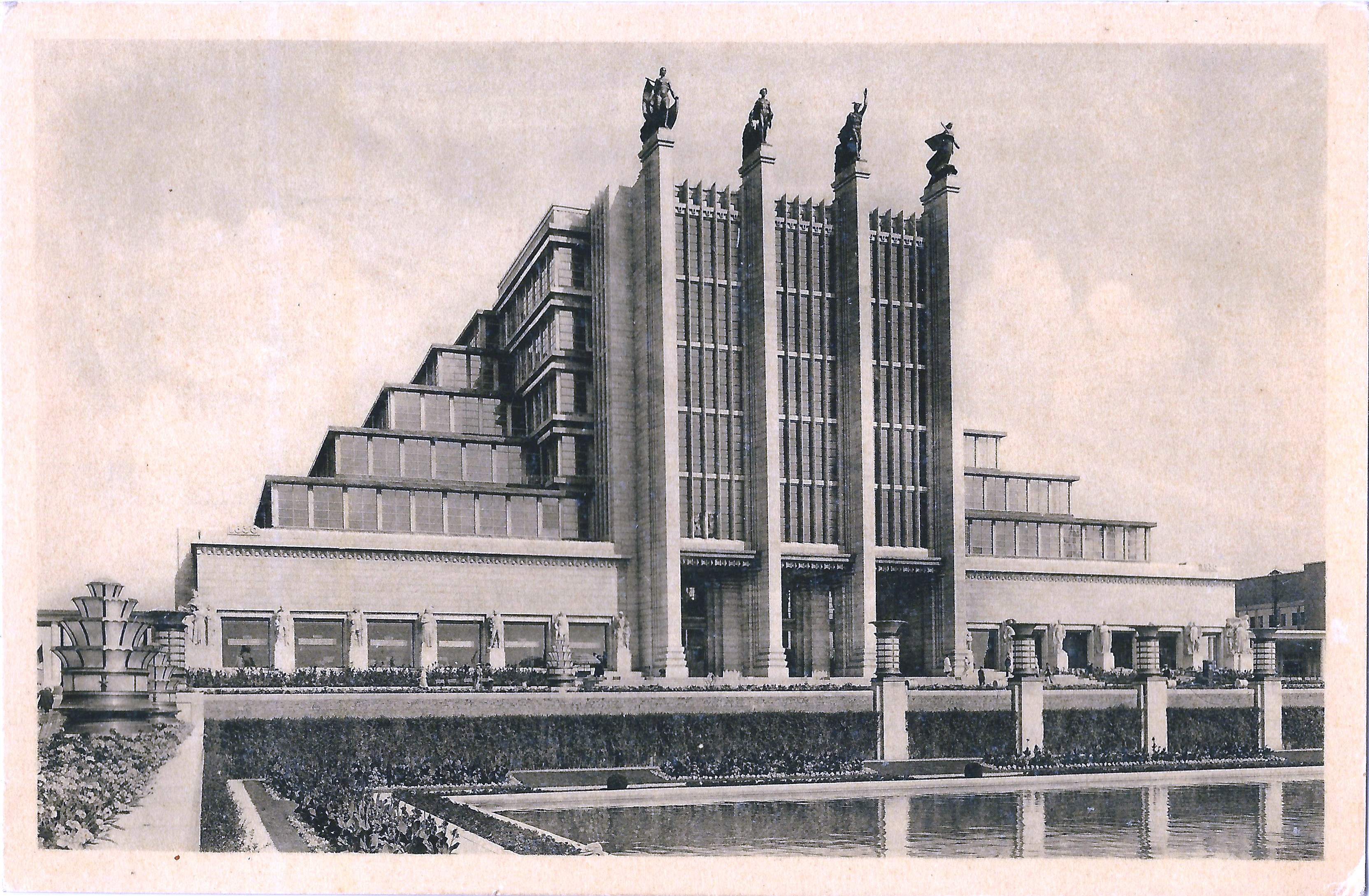
Huvudbyggnaden på världsutställningen.

Världsutställningen 1935 ägde rum i Bryssel i Belgien 1935. Det var den 23:e världsutställning som erkändes officiellt av Bureau International des Expositions (BIE).